# الدمرداش زكي مرسي
الدمرداش بن زكي مرسي العقالي مستشار بمحكمة استئناف القاهرة ومستشار سابق للملك فهد ملك المملكة العربية السعودية.

## النشأة
من مواليد دولة مصر، نشأ في أواسط صعيد مصر في اقليم أسيوط قرية العقال البحري ، واصل دراسته الأكاديمية حتى تخرّج عام 1954 م من كلية الحقوق ـ جامعة القاهرة

## التعليم والحياة المهنية
اشتغل فترة بالمحاماة، ثم عُيّن قاضياً في وزارة العدل المصرية، وتدرج في سلك القضاء إلى درجه مستشار بمحكمة استئناف القاهرة... عُيّن حوالي عام 1975م مستشاراً لوزارة الداخلية في السعودية ومعاون فيها من قبل القضاء المصري. ثم عاد إلى مصر فلم تمض فترة حتى استقل من القضاء لأجل الاشتغال بالعمل السياسي، فانتمى لحزب العمل المصري حتى انتخب عام 1984 م باجماع قواعد هذا الحزب نائباً لرئيس الحزب. وفي عام 1986 م صدر قرار من قبل رئيس جمهورية مصر العربية بتعيينه عضواً في مجلس الشورى المصري. في عام 1987م رشّح نفسه في انتخابات مجلس الشعب المصري، فانتخب عضواً بعد حصوله على 127 ألف صوت وهي أعلى نسبة حصل عليها عضو بمجلس الشعب المصري آنذاك، فقام بعدها بممارسة دوره في هذا المجال لتحقيق السلام الاجتماعي للأمة.

## الانتقال إلى المذهب الشيعي
أعلن الدمرداش العقالي تشيعه وتركه للمذهب السني وأصبح أحد أبرز قادة الشيعة في مصر، حيث يذكر في كتابه أنه واجه خلال عمله في شتى الأصعدة جملة من القضايا دعته لأن يعيد النظر في عقائده الموروثة، فتوجه إلى البحث ملتمساً سبيل الحق، حتى انار الله سبحانه وتعالى قلبه، فوجد الحق عند أهل البيت، فاسرع بعد ذلك إلى اتباع نهجهم والسير على خطاهم.
يقول المستشار الدمرداش: "لقد مرّ عليّ زمن استغرق عقدين من السنين حاولت خلالها أن أتعرف على وجه الحق في الاعتقاد بمذهب أهل البيت، وكان منطلقي في بداية البحث ريفيٌ حيث جُبلت على حب أهل البيت وإعطائهم الولاء القلبي الكامل.
ثم اتفق لي لما شغلت منصب القضاء في مصر أن وُكِل إليّ في الأعوام 65 ـ 1967م الفصل في قضايا الاحوال الشخصية للمسلمين والمسيحيين في إحدى مدن الصعيد وهي مدينة «كومومبو» في محافظة أسوان حيث يتعايش المسلمون والمسيحيون في سلام اجتماعي واحترام متبادل.
فاتفق لي أن عرضت عليّ قضية تطليق بين مسيحي ومسيحية، وفي اليوم التالي كنت أجلس للقضاء في الأحوال الشخصية بين المسلمين فعرضت عليه قضية بين مسلمة وزوجها المسلم.
ويقول كان لهذا التخاصم وقع كوقع الصاعقة عليّ بخصوص قواعد وشروط وضوابط الطلاق بين المذاهب الإسلامية.
يقول ذهبت بعد تلقي هذه الصدمة إلى الشيخ أبو زهرة وكان استاذاً لي في كلية الحقوق وشكوت اليه قواعد الطلاق في مذهب أبي حنيفة، فكان جواب الشيخ أبو زهرة: يا ولدي لو كان الأمر بيدي ما جاوزت في القضاء والفتيا مذهب الإمام الصادق، ووجهني إلى أن أعود إلى سورة الطلاق وإلى شروح مذهب أهل البيت حول أحكام الطلاق.
فراجعت مصادر المذهب الإمامي الجعفري فتبين لي أنّ الطلاق عندهم لا يقع إلاّ بشروط وضوابط، فقلت في نفسي: «سبحان الله كيف غاب هذا عن فقهاء خلفوا مذاهب يدين بها الناس وتتأثر بها العلاقات ويصبح بها الحلال حراماً والحرام حلالاً».
فكانت هذه أول محطة جادة وضعتني مع نفسي، ثم اتفق لي أن قرأت كتاباً مطبوعاً على نفقه وزارة الأوقاف المصرية في عهد وزيرها الشيخ أحمد حسن الباقوري عام 1955 عن الفقه الإمامي الشيعي عنوانه «المختصر النافع في فقه الإمامية» للمحقق الحلي، فزاد يقيني من أن الفقه الشيعي كما وصفه الشيخ الباقوري في مقدمة الكتاب: باعدتنا عنه الأهواء وحجبتنا عنه السنون، رغم أنّ فيه العلاج الأمثل لكثير من عللنا الاجتماعية.
يقول المستشار الدمرداش: «كانت قراءتي لهذا الكتاب متعاصرة مع قراءتي لفتوى أصدرها الشيخ محمود شلتوت ـ شيخ الازهر الاسبق ـ حيث أفتى:» إن مذهب الجعفرية المعروف بمذهب الشيعة الإمامية الاثنا عشرية، مذهب يجوز التعبد به شرعاً«فلهذا من يومها بدأتْ رحلتي في التعبد بمذهب الامامية مؤملاً أن يزيدني الله اطلاعاً واستبصاراً على كتب أخرى».
ويقول عكفت بعدها على القرآن الكريم الذي كان قد حفظ الكثير منه في صغره، فجعلت أتأمل في آياته البينات معالم أهل البيت، وبدأ يراجع التفاسير المعتمدة عند العامة، فهاله ما وجد من مواقف قرآنية قطعية تبيّن أن هذا القرآن الذي أنزله الله بين محكم ومتشابه لابد لفهمه من أن يكون هناك دليل هاد يقود العقل بين آياته قيادة مبرأة من الجهل والهوى.
ويقول فمنّ الله عليّ وأكرمني بأن أعارتني وزارة العدل المصرية عام 1969م كمستشار قانوني لوزارة الداخلية السعودية، ويسّر الله لي بأسباب هي أقرب إلى الكرامة ـ بحمد الله ـ أن أطّلع على عدد من كتب المذهب الشيعي ـ كانت محمولة مع الحجاج الإيرانيين القادمين عن طريق البر إلى السعودية ـ وكانت قد تمّت مصادرة هذه الكتب وأصبحت في حوزة وزارة الداخلية.
وتمّ اطلاعي عليها، فوجدتها تشرق بكلّ ما في كتاب الله من دلالات، أيّ أنّ منطلقي إلى الاستبصار والتشيّع كان من كتاب الله أوّلا، ومن مصنّفات الشيعة التي وجدتها لا تعدوا كتاب الله ولا تصادمه ثانياً. ولم تتوقف بعد ذلك انطلاقة المستشار الدمرداش العقالي الشيعية على مصر، بل أصبح ضيفاً على حسينيات الكويت والبحرين وبعض الدول الأخرى، باعتباره فقيهاً جمع بين أركان الشريعة والقانون.

## مؤلفاته
له كتب ومحاضرات هي:
(1) «دعائم المنهج الإسلامي»:
(2) «محاضرات عقائدية»:1 ـ «الرحلة إلى الثقلين»2 ـ «الإمامة في القرآن»3 ـ «الإمام الحسين (عليه السلام) في سفر الشهداء»5 ـ «من هم الشيعة»

## وفاته
توفى في مارس 2019 وتم إقامة صلاة الجنازة بأحد مساجد القاهرة الجديدة.

## حوار زوجته عن حياتهما
- حوار الدكتورة آمنة نصير أستاذ العقيدة والفلسفة بالأزهر زوجة المستشار الدمرداش العقالي مع جريدة اليوم السابع تتحدث فيه بعض عن حياتها مع زوجها الدمرداش العقالي والتفاهم الأسري أثناء زواجهما والذي أستمر بنفس التفاهم بعد طلاقهما.

وتذكر أن تشيعه كان متأخرا بعد طلاقهما.
وعند سؤالها هل هذا كان سبب الطلاق باتجاهه نحو التشيع؟
فكان جوابها لا إطلاقا.. وحتى لو كنت معه أنا اتقبل الاختلاف فهذه هي ميزة الفلسفة هو التنوع والاختلاف فهذا لا ينفرنى، فإذا كان انتهج هذا التوجه ونحن مع بعضنا لن أكون لأضيق فهو حر في تصرفاته، وهذه نصيحة لكل زوجة، فالزوجة التي تتصور نفسها أنها تهيمن على الزوج في الكبيرة والصغيرة وتحاسبه على أية لافتة أو كلمة فهذه سذاجة، فلكل إنسان تشكيله الذاتى وطبيعته.
- وهو ما أكده الدمرداش العقالي في حوار صحفي مع جريدة الوطن ومصرس ان طلاقهما كان ليس سببه تشيعه.[11][12]

## وصلات خارجیة
صفحة المستشار الدمرداش العقالي - مركز الأبحاث العقائدية